# Etnologia
Etnologia – jedna z dyscyplin, obok etnografii, antropologii kulturowej i społecznej, wchodzących w zakres antropologii – nauki o człowieku i jego kulturze. Terminy te często traktowane są jako synonimiczne określenia tej samej dziedziny badań. „Etnologia” jest terminem używanym przez przedstawicieli europejskiej i kontynentalnej nauki o człowieku i odpowiada niemieckiemu terminowi Völkerkunde (badania ludów pierwotnych). Etnologia klasyfikuje ludy na podstawie cech środowiskowych i kulturowych oraz opisuje poszczególne kultury.

## Etnologia w Polsce
Początki polskiej etnologii tkwią w myśli i praktyce działaczy oświecenia z przełomu XVIII i XIX w. (Hugo Kołłątaj, Joachim Lelewel) postulujących gromadzenie danych o kulturze ludowej jako podstawie rekonstrukcji dziejów narodu. Romantyczna idea głosząca, że w kulturze ludowej tkwią naturalne i bezcenne pierwiastki kultury narodowej, inspirowała zbieranie folkloru i dokumentowanie chłopskich obyczajów (Zorian Dołęga-Chodakowski). W połowie XIX wieku wyjątkowo cenne były prace Oskara Kolberga zmierzające do systematycznego etnograficznego opisu większości regionów kraju, a także teoretyczne refleksje Ryszarda Berwińskiego nad kulturą ludową oraz pierwsze uniwersyteckie wykłady z etnologii prowadzone przez Wincentego Pola w Krakowie. Od lat 70. XIX w., wraz z upowszechnieniem idei pozytywizmu, nastąpiła dalsza autonomizacja etnologii. Powstały fachowe czasopisma („Wisła”, „Lud”), kolekcje, muzea i towarzystwa, ukazywały się publikacje, kształtował się regionalny ruch amatorskiego ludoznawstwa; obok wybitnych badaczy terenowych (Zygmunt Gloger, Izydor Kopernicki, Seweryn Udziela) swą obecność zaznaczyli teoretycy kultury (Jan Karłowicz, Ludwik Krzywicki). Nadal głównym przedmiotem etnologii była kultura ludowa, zwłaszcza folklor ludności ziem byłej Rzeczypospolitej. Istniało także zainteresowanie kulturą ludów pozaeuropejskich, przede wszystkim u podróżników, emigrantów i zesłańców (Jan Kubary – Oceania, Bronisław Piłsudski i Wacław Sieroszewski – Azja Wschodnia, Ignacy Domeyko i Józef Siemiradzki – Ameryka Południowa, Stefan Szolc-Rogoziński – Afryka).
Polskie uczelnie kształcące na kierunku Etnologia
- Uniwersytet im. Adama Mickiewicza
- Uniwersytet Gdański
- Uniwersytet Jagielloński
- Uniwersytet Łódzki
- Uniwersytet Mikołaja Kopernika
- Uniwersytet Śląski
- Uniwersytet Warszawski
- Uniwersytet Wrocławski